# Pärnu maantee

La rue de Pärnu (estonien : Pärnu maantee) est une rue de Tallinn en Estonie.
Elle part de la place Viru et va jusqu'à la route nationale 4 qui relie Tallinn à Pärnu.

## Présentation
La rue traverse les arrondissements de Kesklinn, de Kristiine et de Nõmme.
et 14 quartiers: Vanalinn, Südalinn, Tatari, Tõnismäe, Uus Maailm, Veerenni, Kitseküla , Järve, Liiva, Rahumäe , Nõmme, Hiiu, Kivimäe et Pääsküla.

## Bâtiments
- Pärnu maantee 2 - Tour Hincke, monument architectural ;
- Pärnu maantee 5 - Théâtre dramatique estonien, monument architectural[1];
- Pärnu maantee 6 - Immeuble résidentiel, monument architectural[2];
- Pärnu maantee 10 - Ministère estonien de la Culture[3];
- Pärnu maantee 12 - Ambassade de Grèce ;
- Pärnu maantee 15 - Kawe Plaza
- Pärnu maantee 45 - Cinéma « Kosmos », monument architectural[4];
- Pärnu maantee 59 - École de musique et de ballet de Tallinn ;
- Pärnu maantee 62 - Université des sciences appliquées de Tallinn
- Pärnu maantee 67 - Villa Luther (sv) ;
- Pärnu maantee 67A - Imprimerie ;
- Pärnu maantee 69 - Fabrique Luther, monument architectural[5];
- Pärnu  maantee 141 - Delta Plaza
- Pärnu maantee 326 - Immeuble, monument architectural[6] ;

## Transports
Les lignes de tramway 2 et 4 de la Tallinna Linnatranspordi AS circulent le l8ng de Pärnu maantee entre la place Viru et la gare de Tondi.

## Bâtiments de la rue
| #   | Image | Nom                                           |
| --- | ----- | --------------------------------------------- |
| 4   |       |                                               |
| 5   |       | Théâtre dramatique d'Estonie                  |
| 10  |       | Ouvrage d’Eliel Saarinen                      |
| 12  |       | Musée du chocolat (et)                        |
| 13  |       | Collège anglais                               |
| 15  |       | Kawe Plaza                                    |
| 18  |       |                                               |
| 20  |       |                                               |
| 23  |       |                                               |
| 26  |       |                                               |
| 28  |       |                                               |
| 30  |       |                                               |
| 36  |       | Pärnu maantee 36                              |
| 41a |       |                                               |
| 45  |       |                                               |
| 57a |       | Tallinna Polütehnikum (et)                    |
| 62  |       | Université des sciences appliquées de Tallinn |
| 67  |       | Villa Luther (sv)                             |
| 69  |       | Fabrique Luther                               |
| 82  |       |                                               |
| 89  |       |                                               |
| 104 |       | Polyclinique de Magdalena                     |
| 141 |       | Delta Plaza                                   |
| 162 |       | École de construction de Tallinn              |
| 318 |       |                                               |
| 322 |       |                                               |
| 326 |       | Cinéma Võit (et)                              |
| 370 |       |                                               |